# Dva vznešení příbuzní

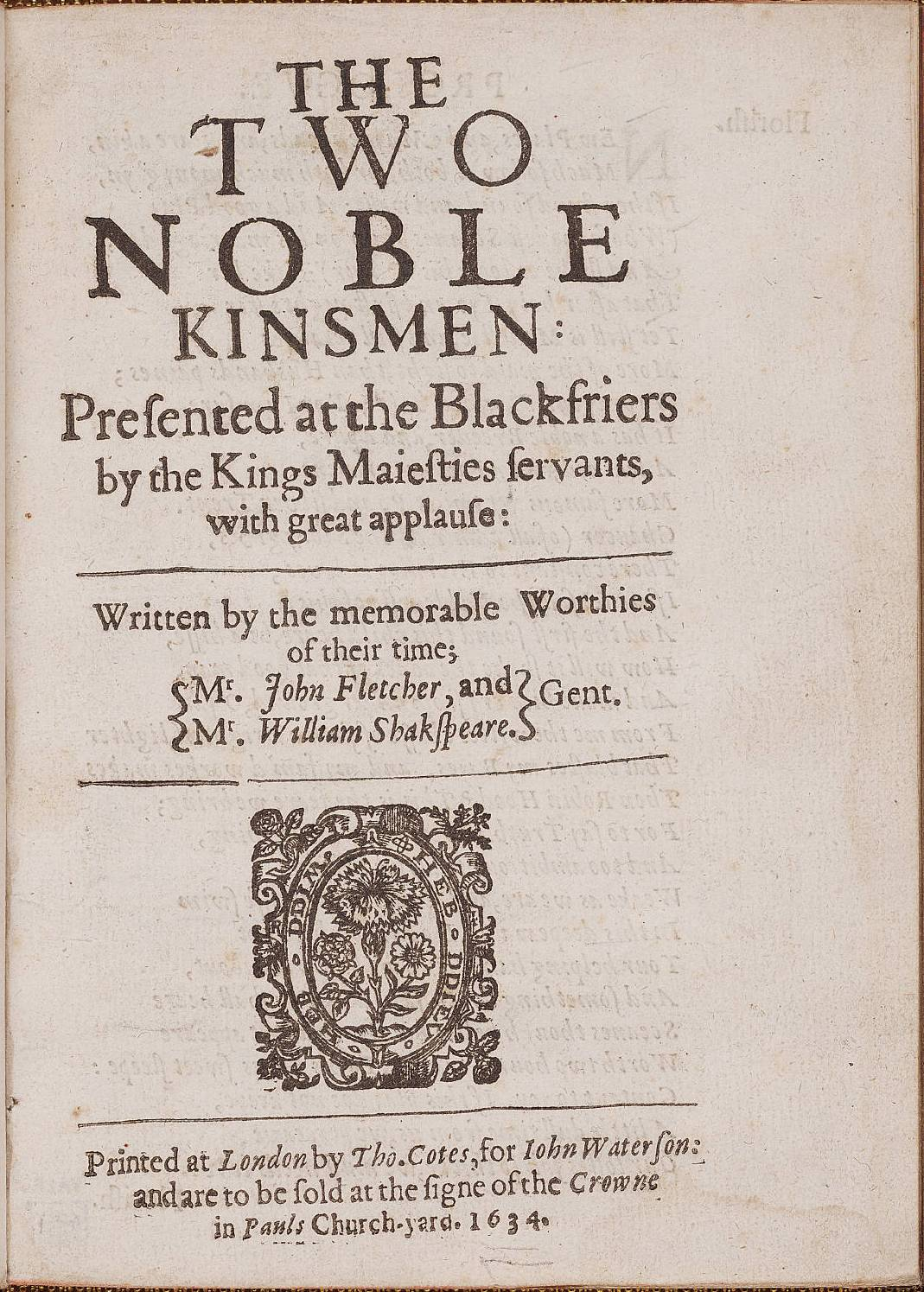
Titulní strana první kvatra z vydání z roku 1634.

Dva vznešení příbuzní (anglicky: The Two Noble Kinsmen) je tragikomedie poprvé vydaná v roce 1634 a připisovaná Johnu Fletcherovi a Williamu Shakespearovi. Hra byla zřejmě napsána v roce 1613 nebo 1614. Uvedené dvojí autorství hry je dnes literárními vědci obecně přijímáno jako fakt. Děj vychází z "Povídky rytířovy" z Povídek canterburských Geoffreyho Chaucera.

## Postavy
- Theseus, vládce Athén
- Palamon, synovec thébského krále
- Arcita, synovec thébského krále
- Hippolyta, Theseova manželka
- Emilie, její sestra
- tři královny
- Žalářník
- Žalářníkova dcera
- její nápadník

## Děj
V prologu se obecenstvo dozví, že hra je založena na Chaucerově příběhu.
Tři královny přijely do Athén s žádostí k Theseovi a Hippolytě, aby pomstili smrt jejich manželů z rukou tyranského Kreona z Théb. Kreon tři krále zabil a odmítl jim poskytnout řádný pohřeb. Theseus souhlasí, že Kreonovi vyhlásí válku.
V Thébách jsou Palamon a Arcita, bratranci a blízcí přátelé, povinností vázání, aby za Kreona bojovali, třebaže jsou zděšeni jeho tyranií. V těžké bitvě Theseus porazí Théby. Palamon a Arcita jsou uvězněni, ale filozoficky se svěřují do rukou osudu. Jejich klid je však narušen, když oknem vězení zahlédnou athénskou princeznu Emilii. Oba se do ní zamilují a jejich přátelství se změní v hořkou rivalitu. Arcita je propuštěn, když se za něj přimluví příbuzný. Je vyhoštěn z Athén, ale přestrojí se, vyhraje místní zápasnický turnaj a stane se Emiliiným společníkem.
Mezitím se žalářníkova dcera zamiluje do Palamona a pomůže mu utéct. Následuje ho, ale on ji ignoruje a je stále posedlý Emilií. Žije v lese, kde se setká s Arcitou. Pohádají se, ale Arcita nabízí, že Palamonovi přinese jídlo, pití a zbroj, aby se mohli o Emilii utkat v rovném zápase.
Opuštěná žalářníkova dcera zešílí. Zpívá si a žvatlá po lese. Setká se se skupinou místních vesničanů, kteří chtějí tančit před králem a královnou. Objeví se Theseus a Hippolyta, kteří jsou na lovu. Vesničané jim s žalářníkovou dcerou předvedou podivné představení a královský pár je odmění.
Arcita se vrací s jídlem a zbraněmi. Po pohoštění v přátelském duchu spolu začnou bojovat. Na scéně se objeví Theseus a jeho doprovod a Theseus nařizuje, aby byli Palamon a Arcita zadrženi a popraveni. Hippolyta a Emilie zasáhnou, a tak Theseus souhlasí, že bude uspořádán veřejný turnaj, kde se tito dva utkají o Emiliinu ruku. Oba dva mohou mít tři pomocníky, poražený a jeho pomocníci budou popraveni.
Žalářník a jeho přátelé zachraňují jeho dceru. Otec se snaží obnovit její psychické zdraví a lékař mu poradí, aby se její dřívější nápadník vydával za Palamona. Tak ho dívka přijme jako svou pravou lásku. Jeho oddanost si pomalu získá její srdce.
Před turnajem se Arcita modlí k bohu Martovi za vítězství v bitvě a Palamon se modlí k Venuši, aby se stal Emiliiným manželem. Emilie se modlí k Dianě, aby se vdala za toho, který ji miluje víc. Všechny modlitby jsou splněny. Arcita sice vyhraje v souboji, ale poté je shozen z koně a umírá. S Emilií se tedy ožení Palamon.